# 3235 Melchior
3235 Melchior (1981 EL1) là một tiểu hành tinh vành đai chính được phát hiện ngày 6 tháng 3 năm 1981 bởi H. Debehogne ở La Silla.